# Vanessa dimorphica
Vanessa dimorphica é uma borboleta da família Nymphalidae. É encontrado na África.
A envergadura é de 45-45 mm em machos e 42-48 mm nas fêmeas. Tem dois ou três períodos de voo com pico entre abril e maio.
As larvas se alimentam das espécies Laportia peduncularis e Drogueria e Carduus.
Esta espécie era tradicionalmente considerada um membro do gênero Antanartia, mas análises moleculares recentes revelam que ela está mais próxima dos membros do gênero Vanessa.

## Subespécies
Listados em ordem alfabética.
- V.d. aethiopica (Howarth, 1966) − (terras altas da Etiópia)
- V.d. comoroica (Howarth, 1966) – (Comores)
- V.d. dimorphica (Howarth, 1966) – (Sudão, Etiópia, República Democrática do Congo, Uganda, Ruanda, Burundi, Quênia, Tanzânia, Malawi, Zâmbia, leste do Zimbábue, África do Sul: Província de Limpopo, Mpumalanga)
- V.d. mortoni (Howarth, 1966) - (terras altas orientais da Nigéria, Camarões ocidental, Bioko)